# Aeroportul Bydgoszcz Ignacy Jan Paderewski
Aeroportul Bydgoszcz Ignacy Jan Paderewski (IATA: BZG, ICAO: EPBY) este un aeroport din Szwederowo⁠(d), Bydgoszcz, Voievodatul Cuiavia și Pomerania, Polonia ce deservește zona Bydgoszcz. Aeroportul a fost tranzitat în 2021 de 2.392 de pasageri. A fost deschis în 1916 și numit după Ignacy Paderewski.
Situat la o altitudine de 72 m, aeroportul dispune de 3 piste.

## Infrastructură

### Piste
Aeroportul dispune de 3 piste: 
- pista 08/26 din asfalt, cu dimensiunile 2.500 m × 60 m
- pista 12/30 din Iarbă, cu dimensiunile 650 m × 107 m
- pista 03/21 din Iarbă, cu dimensiunile 590 m × 107 m